# Xenufensia tennysoni
Xenufensia tennysoni är en stekelart som först beskrevs av Girault 1920.  Xenufensia tennysoni ingår i släktet Xenufensia och familjen hårstrimsteklar. Inga underarter finns listade i Catalogue of Life.